# Jean-Baptiste Roman
Jean-Baptiste Roman (Parigi, 31 ottobre 1792 – Parigi, 13 febbraio 1835) è stato uno scultore francese, specializzato in raffigurazioni marmoree di personaggi storici, mitologici o contemporanei.
Nel 1816 gli fu assegnato il Prix de Rome. Varie sue opere sono esposte al museo del Louvre.

## Galleria d'immagini

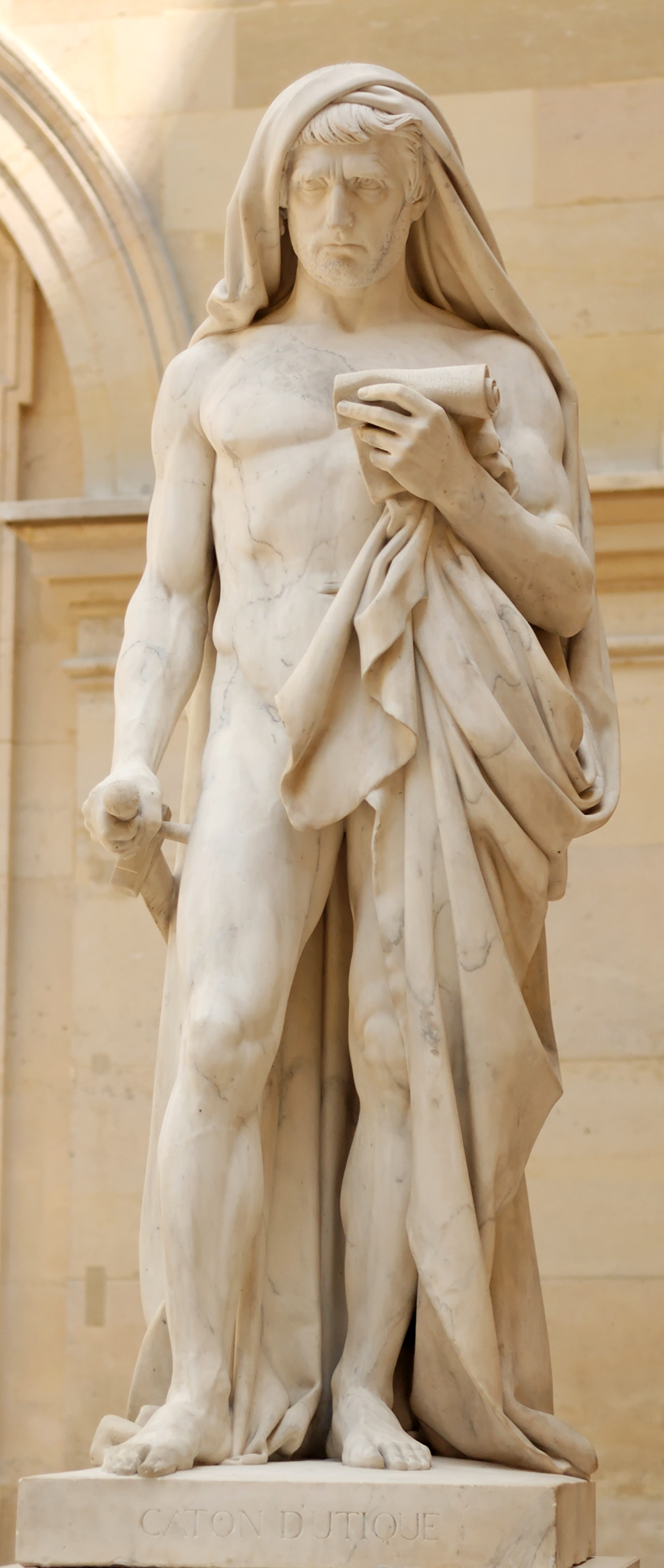
Catone uticense che legge il “Fedone”.
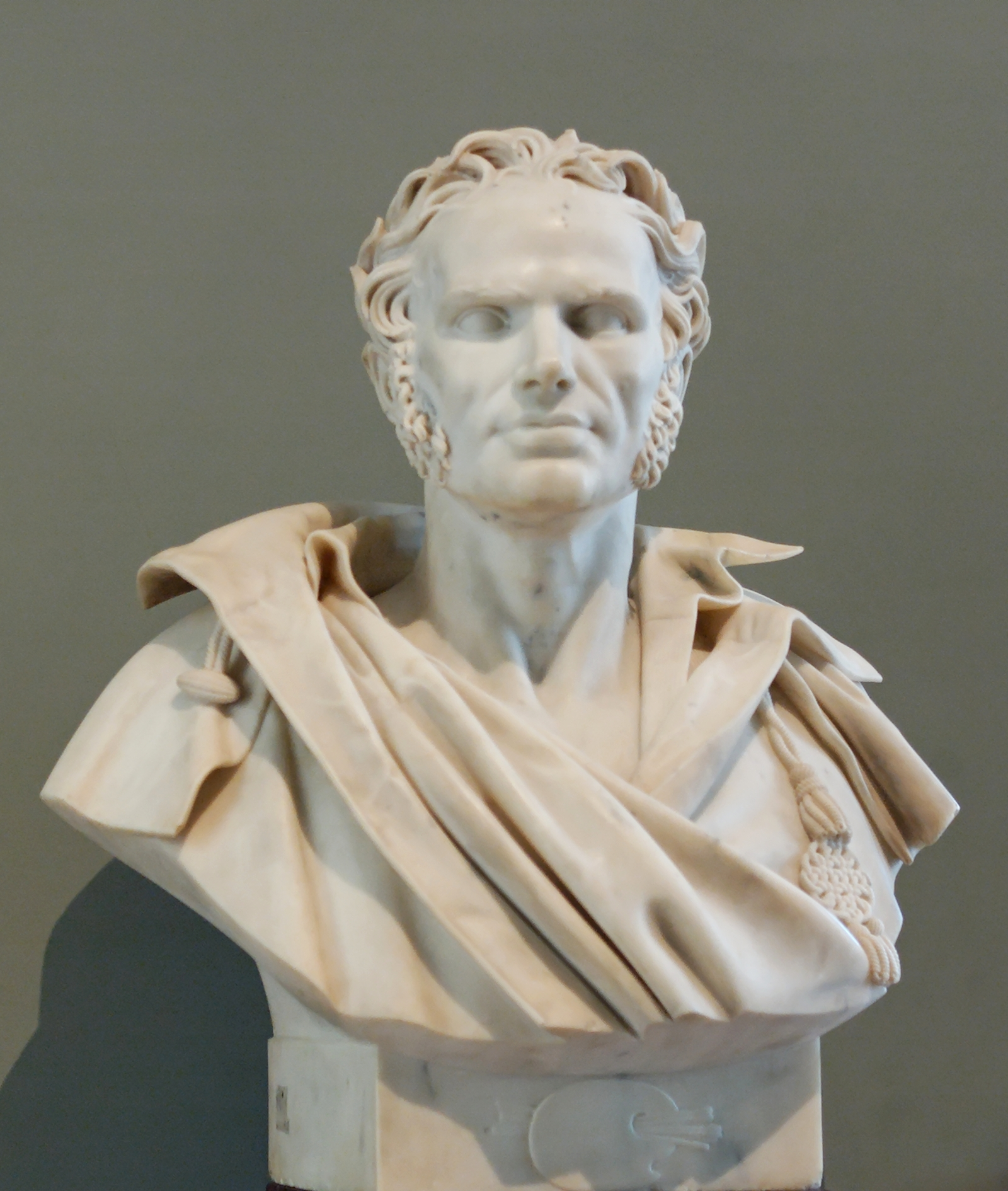
Busto del pittore Girodet.
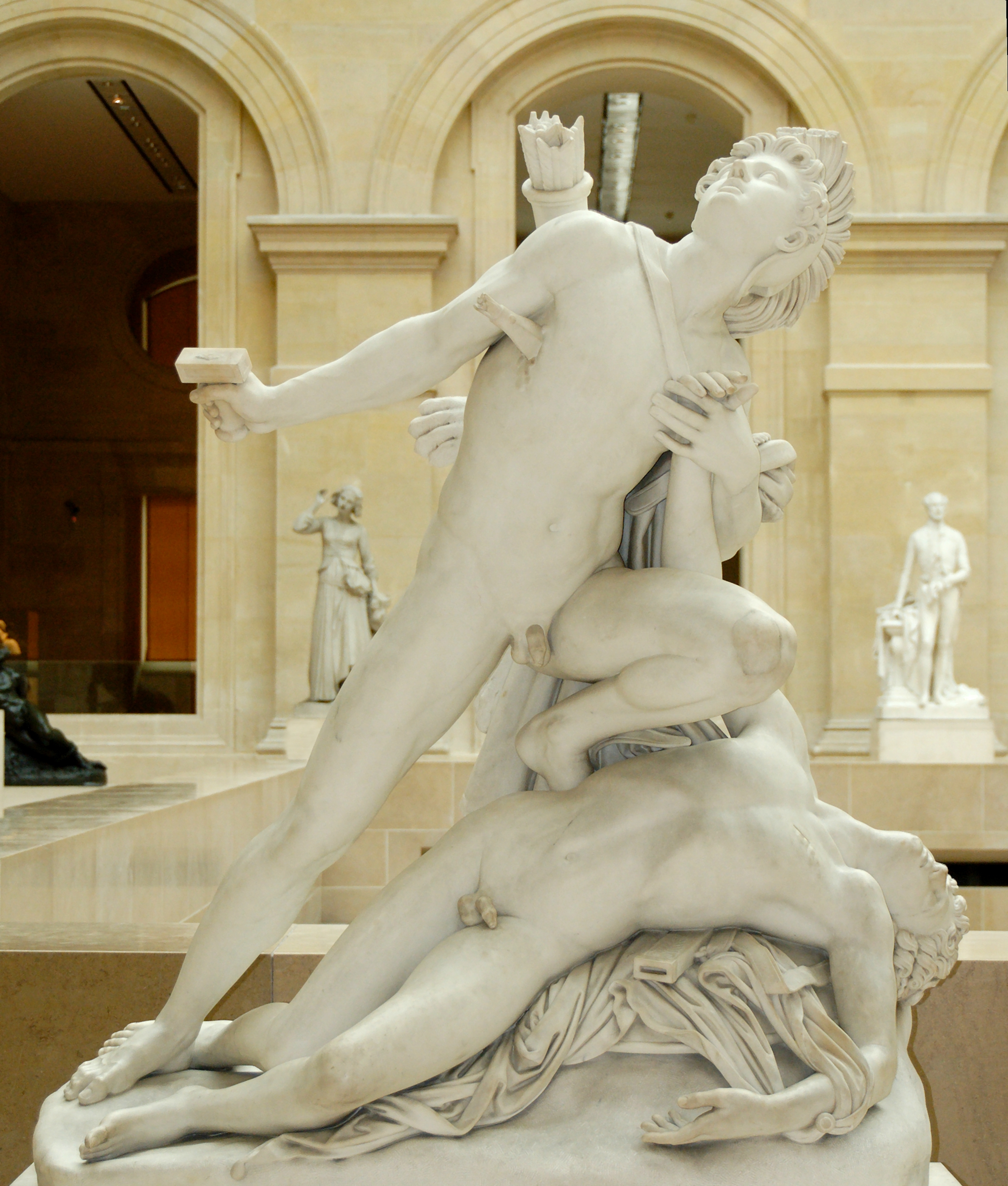
La coppia di guerrieri Eurialo e Niso.